# Juli 1979
Portal Geschichte | Portal Biografien | Aktuelle Ereignisse | Jahreskalender | Tagesartikel

◄ |
19. Jahrhundert |
20. Jahrhundert
| 21. Jahrhundert

◄ |
1940er |
1950er |
1960er |
1970er
| 1980er | 1990er | 2000er | ►

◄ |
1975 |
1976 |
1977 |
1978 |
1979
| 1980 | 1981 | 1982 | 1983 | ►

◄ |
April 1979 |
Mai 1979 |
Juni 1979 |
Juli 1979 |
August 1979 |
September 1979 |
Oktober 1979 |
►
Dieser Artikel behandelt aktuelle Nachrichten und Ereignisse im Juli 1979.

## Tagesgeschehen

### Sonntag, 1. Juli 1979
- Dublin/Irland: Irland übernimmt von Frankreich den Vorsitz im Rat der Europäischen Union. Das Amt des Regierungschefs der EWG erhält Jack Lynch.[1]

### Montag, 2. Juli 1979
- Bonn/Deutschland: Die Fraktion der Unionsparteien im Deutschen Bundestag wählt mit 135 Stimmen den bayerischen Ministerpräsidenten Franz Josef Strauß (CSU) zum Kanzlerkandidaten von CDU und CSU bei der nächsten Bundestagswahl. Auf den anderen Bewerber, den niedersächsischen Ministerpräsidenten Ernst Albrecht von der CDU, entfallen 102 Stimmen.[2]

### Dienstag, 3. Juli 1979
- Bonn/Deutschland: Der Bundestag hebt die Verfolgungsverjährung für Mord und Völkermord auf und ermöglicht damit v. a. die zeitlich ungebundene Strafverfolgung von Anhängern der ab 1919 aktiven und ab 1933 politisch herrschenden nationalsozialistischen Bewegung, die sich dieser Delikte schuldig machten.[3]

### Donnerstag, 5. Juli 1979
- Saarbrücken/Deutschland: Der Landtag des Saarlandes wählt Werner Zeyer (CDU) zum neuen saarländischen Ministerpräsidenten. Er löst Werner Klumpp (FDP/DPS) ab, der seit dem Tod von Ministerpräsident Franz Josef Röder (CDU) in der Vorwoche als kommissarischer Regierungschef fungierte.[4][5]

### Freitag, 6. Juli 1979
- Rostock/Deutschland: Am Volkstheater wird die Rockoper Rosa Laub nach einem Text von Waldtraut Lewin uraufgeführt. Das Auftragswerk thematisiert die Probleme eines fantasiebegabten Adoleszenten in der sozialistischen Gesellschaft.[6]

### Samstag, 7. Juli 1979
- London/Vereinigtes Königreich: Die in den USA lebende tschechoslowakische Titelverteidigerin Martina Navrátilová gewinnt das Damen-Einzel-Turnier der Wimbledon Championships im Tennis gegen die Amerikanerin Chris Evert-Lloyd.[7]
- Wien/Österreich: Die Delegierten des außerordentlichen Bundesparteitags der ÖVP wählen Alois Mock in Nachfolge von Josef Taus zum neuen Bundesparteiobmann.[8]

### Sonntag, 8. Juli 1979
- Costa Brava, Costa del Sol/Spanien: Binnen drei Tagen zünden Mitglieder der Terrororganisation ETA an Badestränden Sprengladungen, während dort reger Tourismusbetrieb herrscht. Die ETA setzt vor den Detonationen in den meisten Fällen telefonische Warnungen ab. Zwei Urlauber werden bei den Anschlägen verletzt.[9]
- London/Vereinigtes Königreich: Björn Borg aus Schweden gewinnt das Herren-Einzel-Turnier der Wimbledon Championships im Tennis gegen Roscoe Tanner aus den USA in fünf Sätzen.[10]

### Montag, 9. Juli 1979

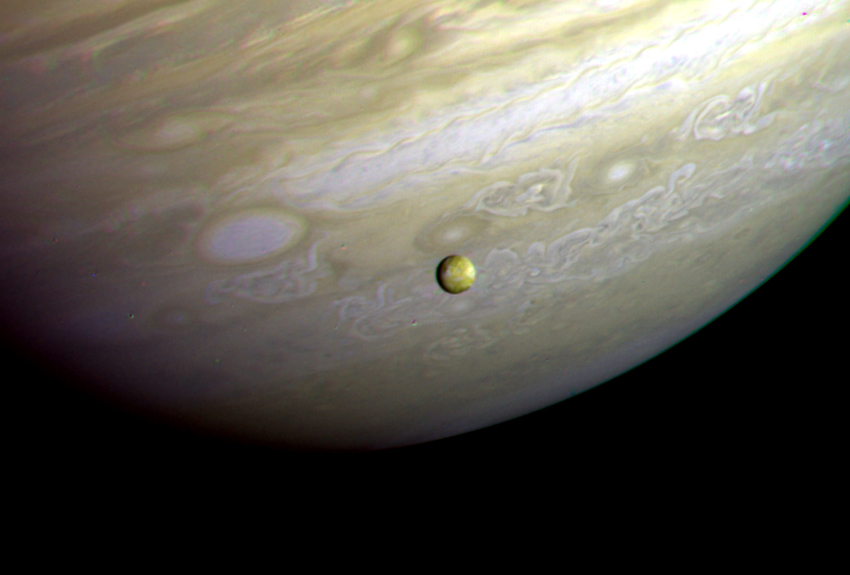
Der größte Planet des Sonnensystems, davor Io, fotografiert von Voyager 2

- Sonnensystem: Die Raumsonde Voyager 2 der amerikanischen Weltraumorganisation NASA passiert den Jupiter in einem Abstand von 570.000 km und funkt Fotos des Planeten, seiner Ringe und Monde zur Erde, die auf Vulkanismus auf dem Mond Io hinweisen. Vor Voyager 2 flogen – in noch geringerer Entfernung – die Raumsonden Pioneer 10, 11 und Voyager 1 am Jupitersystem vorüber.[11]

### Mittwoch, 11. Juli 1979

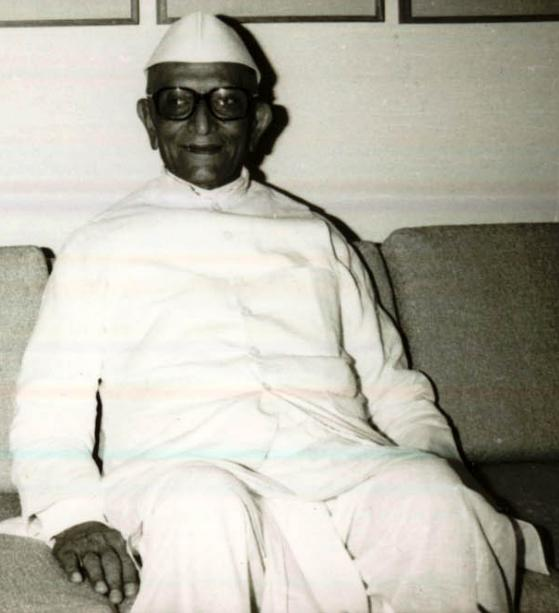
Morarji Desai

- Neu-Delhi/Indien: Das Parlament spricht sein Misstrauen gegen Premierminister Morarji Desai von der Volkspartei (JP) aus. Das Misstrauensvotum folgt auf zahlreiche Austritte von Parlamentsmitgliedern aus der JP, so dass die Regierungspartei die absolute Mehrheit der Abgeordnetensitze verlor.[12]
- Shizuoka/Japan: Auf der Autobahn zwischen Tokio und Nagoya bricht im Nihonzaka-Tunnel Feuer aus, das schließlich auf 173 Fahrzeuge übergreift. Sieben Menschen kommen bei dem Unglück ums Leben.[13][14]

### Donnerstag, 12. Juli 1979
- South Tarawa/Kiribati: Auf den zur Britischen Monarchie gehörenden Gilbertinseln im Pazifik mit einer Landesfläche von 811 km² tritt die erste eigene Verfassung in Kraft. Sie stellt gleichzeitig die staatliche Eigenständigkeit her und regelt den Beitritt zum Commonwealth of Nations. Der neue Landesname lautet „Kiribati“. Das Amt des Präsidenten erhält der amtierende Erste Minister Ieremia Tabai.[15]

### Samstag, 14. Juli 1979
- Paris/Frankreich: Auf der Place de la Concorde besuchen circa 1.000.000 Menschen ein Konzert von Jean-Michel Jarre, dessen Synthesizermusik-Kompositionen als wegweisend gelten.[16]

### Montag, 16. Juli 1979
- Aleppo/Syrien: Ein islamistischer Attentäter bringt in einer Artillerieschule der Streitkräfte Syriens mindestens 200 Menschen ums Leben. Nach anderen Quellen sind es 32 Opfer, die alle der alawitischen Glaubensrichtung angehören.[17][18]

- Bagdad/Irak: Ahmad Hasan al-Bakr von der nationalistisch-laizistischen Baath-Partei (BP), diktatorisches Staatsoberhaupt und formal Präsident der Republik Irak, tritt wegen Krankheit vom obersten Staatsamt zurück und übergibt es an Saddam Hussein, den Generalsekretär der BP.[19]
- Managua/Nicaragua: Der seit 1974 in zweiter Amtszeit als Präsident regierende Diktator Anastasio Somoza Debayle teilt dem Kongress schriftlich seinen Rücktritt als Staatsoberhaupt mit.[20]

### Dienstag, 17. Juli 1979

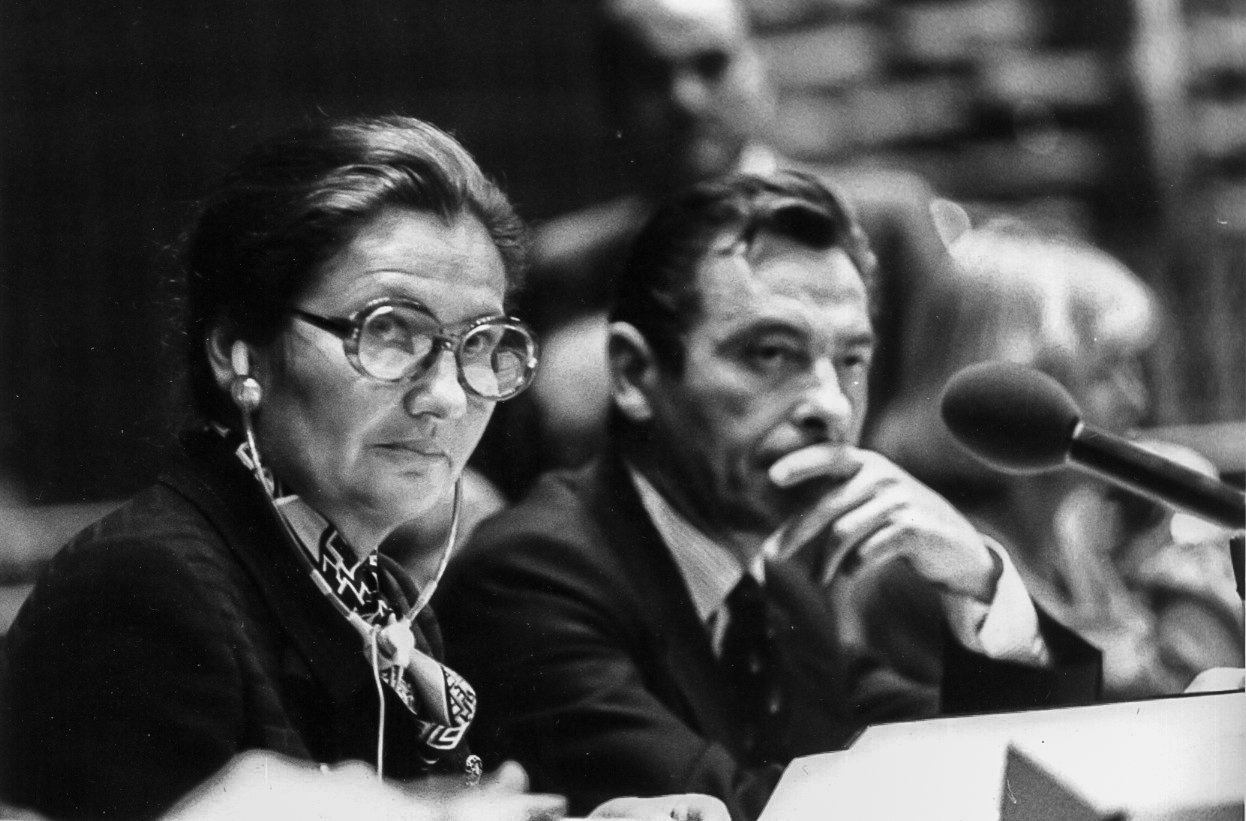
Simone Veil,
Claude Truong-Ngoc

- Straßburg/Frankreich: In Folge der erstmals durchgeführten Europawahl durch die wahlberechtigte Bevölkerung der Mitgliedstaaten wählt das Europäische Parlament die ehemalige französische Gesundheitsministerin Simone Veil zu seiner Präsidentin. Simone Veil kommt aus den Reihen der Liberalen und Demokratischen Fraktion, welcher nur 40 der 410 Abgeordneten angehören.[21]

### Donnerstag, 19. Juli 1979
- Karibik: Zwei griechische Tankschiffe mit insgesamt rund 340 Millionen l Erdöl an Bord fahren in der Nähe der Insel Trinidad ineinander. 26 Mitglieder der Besatzung des Schiffs Atlantic Empress sterben, als dieses explodiert. Es ist mit der aktuell größten so genannten „Ölpest“ durch menschliches Versagen in der Geschichte zu rechnen.[22][23]

- Managua/Nicaragua: Die Guerilla-Organisation Sandinistische Nationale Befreiungsfront scheitert beim Versuch, die Verantwortlichen des Somoza-Clans für jahrelange Verletzung der Menschenrechte zu ergreifen. Das zurückgetretene Staatsoberhaupt Anastasio Somoza Debayle flieht nach Miami, Vereinigte Staaten.[24]

### Freitag, 20. Juli 1979
- New York/Vereinigte Staaten: Der Sicherheitsrat der Vereinten Nationen erklärt in seiner Resolution 452, dass die jüdischen Siedlungen auf dem Gebiet, welches Israel 1967 im Sechstagekrieg einnahm, gegen die vierte Genfer Konvention zum Schutz der Zivilbevölkerung verstoßen.[25]

### Sonntag, 22. Juli 1979
- Paris/Frankreich: Vorjahressieger Bernard Hinault aus Frankreich gewinnt zum zweiten Mal die Rad-Rundfahrt Tour de France.[26]

### Dienstag, 24. Juli 1979
- Baden-Baden/Deutschland: Franz Alt wirbt im Fernsehen um Spenden für die wenig bekannte Aktion „Ein Schiff für Vietnam“, die der Journalist Rupert Neudeck aus Frankreich in die Bundesrepublik mitbrachte. Seit Jahren wagen Tausende Vietnamesen die Flucht übers Meer in Richtung Malaysia und Indonesien. Neudeck beabsichtigt den Kauf des Stückgutfrachters Cap Anamur, um gekenterte Flüchtlinge vor dem Ertrinken zu retten, dazu fehlt ihm allerdings noch ein hoher Geldbetrag.[27]

### Sonntag, 29. Juli 1979
- Madrid/Spanien: Bei drei Bombenanschlägen der Terrororganisation ETA an Madrids internationalem Flughafen sowie im Bahnhof Atocha und im Bahnhof Chamartín kommen sieben Personen ums Leben und mehr als einhundert weitere werden verletzt.[28]

### Dienstag, 31. Juli 1979
- Lahn/Deutschland: Die Großstadt Lahn wird mit Ablauf des heutigen Tages aufgelöst. 1977 wurde sie aus Gießen, Heuchelheim, Wetzlar sowie 13 weiteren Gemeinden geschaffen und seither von der Bevölkerungsmehrheit vehement abgelehnt. Zusätzlich zu den drei genannten Orten werden zum 1. August die Gemeinden Lahnau und Wettenberg entstehen. Der Lahn-Dill-Kreis wird aufgeteilt in einen kleineren Kreis gleichen Namens sowie den Landkreis Gießen.[29]